# Pralungo
Pralungo ist eine Gemeinde mit 2269 Einwohnern (Stand 31. Dezember 2023) in der italienischen Provinz Biella (BI), Region Piemont. 
Der Name Pralungo kommt vom italienischen Prato lungo, was „lange Wiese“ bedeutet. Wahrscheinlich bezieht sich der Name auf den langgestreckten Bergrücken, auf dem die Gemeinde liegt.
Die Gemeinde besteht aus den Ortsteilen Valle und Sant'Eurosia. Die Nachbargemeinden sind Biella, Sagliano Micca und Tollegno.

## Geographie
Der Ort liegt auf einer Höhe von 554 m über dem Meeresspiegel.
Das Gemeindegebiet umfasst eine Fläche von sieben km².